# شهرستان کوک‌پکتی
شهرستان کوک‌پکتی (به قزاقی: Көкпекті ауданы، كوكپەكتى اۋدانى) یک منطقهٔ مسکونی در قزاقستان است که در استان آبای واقع شده‌است. شهرستان کوک‌پکتی ۱۴٬۶۰۰ کیلومتر مربع مساحت و ۳۲٬۰۶۹ نفر جمعیت دارد.